# Seth Curry
Seth Adham Curry (* 23. srpna 1990, Charlotte) je profesionální americký basketbalista hrající v NBA za tým Charlotte Hornets. Seth Curry je mladší bratr velmi známého basketbalisty Stephena Curryho (též hrající v NBA). Jeho otec Dell Curry je bývalý hráč NBA, jeho matka Sonya Curry je bývalá profesionální volejbalistka.